# 管楽セレナード (モーツァルト)
ヴォルフガング・アマデウス・モーツァルトの管楽合奏のためのセレナードは3曲が存在する。
- セレナード第10番 変ロ長調 K.361 (370a) 『グラン・パルティータ』
- セレナード第11番 変ホ長調 K.375
- セレナード第12番 ハ短調 K.388 (384a) 『ナハトムジーク』

いずれもハルモニー（Harmonie）またはハルモニームジーク（Harmoniemusik）と呼ばれる管楽合奏のために書かれているが、『グラン・パルティータ』は13人の奏者を要する大編成の楽曲で、他の2曲は標準的な編成であるオーボエ、クラリネット、ホルン、ファゴット各2の八重奏のために書かれている。本項では第11番K.375 と第12番K.388 (384a) について説明する。

## ハルモニームジーク
ハルモニームジークは上記編成の八重奏を基本とする管楽器の合奏で、当時ウィーンで流行しており、室内や屋外でのさまざまな機会に演奏され、親しまれていた。1782年に神聖ローマ皇帝ヨーゼフ2世がウィーンの宮廷に管楽八重奏団を常設すると、貴族たちもこぞって管楽八重奏団を抱えるようになり、いっそう盛んになった。そうした楽団のために、オリジナルの楽曲も作曲されたが、オペラやバレエからの抜粋を編曲したものも、それらが上演されるや否やただちに出回っていた。モーツァルトが3曲のセレナードを作曲したのもウィーン時代のことである。

## セレナード第11番 変ホ長調 K.375
この曲は1781年10月に作曲された。初稿はクラリネット、ホルン、ファゴット各2の六重奏であったが、翌1782年7月にモーツァルト自身によってオーボエ2本が追加された。この他、さらにイングリッシュ・ホルン2本を加えた稿も存在する。

### 構成
5楽章からなり、演奏時間は約24分である。
1. アレグロ・マエストーソ　変ホ長調　4分の4拍子　ソナタ形式。
2. メヌエット　変ホ長調　4分の3拍子。
3. アダージョ　変ホ長調　2分の2拍子。
4. メヌエット　変ホ長調　4分の3拍子。
5. アレグロ　変ホ長調　4分の2拍子　ロンド形式。

## セレナード第12番 ハ短調 K.388 (384a)
この曲は1782年7月に、リヒテンシュタイン侯アロイス1世の楽団の音楽会のために書かれた。「ナハトムジーク」（Nachtmusik）とはドイツ語でセレナードの同義語である。モーツァルトのセレナードで唯一、短調で書かれている。その直接の原因として、オランダ生まれの音楽愛好家の貴族ゴットフリート・ファン・スヴィーテン男爵の許でのバロック音楽体験、特にバッハ、ヘンデルの影響があると、多くの音楽学者が指摘している。
なお、モーツァルトは1787年にこの全曲を弦楽五重奏曲第2番 K.406 (516b) に編曲している。

### 構成
4楽章からなり、演奏時間は約18分である。
1. アレグロ　ハ短調　2分の2拍子　ソナタ形式。
2. アンダンテ　変ホ長調　8分の3拍子　ソナタ形式。
3. メヌエット・イン・カノーネ（カノンのメヌエット）　ハ短調　4分の3拍子。
4. アレグロ　ハ短調　4分の2拍子　主題と変奏 - 中間部 - 主題と推移部 - 終結部という独特の形式。